# Tocqueville (Manche)
Tocqueville – miejscowość i gmina we Francji, w regionie Normandia, w departamencie Manche.
Według danych na rok 1990 gminę zamieszkiwało 300 osób, a gęstość zaludnienia wynosiła 51 osób/km² (wśród 1815 gmin Dolnej Normandii Tocqueville plasuje się na 596. miejscu pod względem liczby ludności, natomiast pod względem powierzchni na miejscu 809.).